# 坂出郵便局
坂出郵便局（さかいでゆうびんきょく）は、香川県坂出市にある郵便局。民営化前の分類では集配普通郵便局であった。

## 概要
住所：〒762-8799 香川県坂出市京町二丁目6番33号

## 沿革
- 1873年（明治6年）1月10日 - 坂出郵便取扱所として開設[1]。
- 1875年（明治8年）1月1日 - 坂出郵便局（五等）となる。
- 1880年（明治13年）12月 - 為替取扱を開始。
- 1881年（明治14年） - 貯金取扱を開始。
- 1891年（明治24年）3月1日 - 坂出郵便電信局となる。
- 1903年（明治36年）4月1日 - 通信官署官制の施行に伴い坂出郵便局となる。
- 1956年（昭和31年）10月1日 - 電話通話および和文電報受付事務の取扱を開始[2]。
- 1958年（昭和33年）1月16日 - 櫃石簡易郵便局から簡易生命保険および郵便年金に関する事務を移管。
- 1968年（昭和43年）11月4日 - 坂出市元町一丁目から、同市京町二丁目に局舎を新築、移転。
- 1976年（昭和51年）9月20日 - 高屋郵便局から集配業務を移管。
- 1984年（昭和59年）5月 - 局舎新築。
- 1991年（平成3年）10月1日 - 外国通貨の両替および旅行小切手の売買に関する業務取扱を開始。
- 2007年（平成19年）10月1日 - 民営化に伴い、併設された郵便事業坂出支店に一部業務を移管。
- 2012年（平成24年）10月1日 - 日本郵便株式会社発足に伴い、郵便事業坂出支店を坂出郵便局に統合。
- 2016年（平成28年）9月19日 - 宇多津郵便局から集配業務を移管。

## 取扱内容
- 郵便、印紙、ゆうパック、内容証明
- 貯金、為替、振替、振込、国際送金、外貨両替・トラベラーズチェック、国債、投資信託
- 生命保険、バイク自賠責保険、自動車保険、変額年金保険
- ゆうちょ銀行ATM
- 「762-00xx」「769-02xx」区域（坂出市全域、丸亀市（旧綾歌郡飯山町域）、綾歌郡宇多津町全域）の集配業務
- ゆうゆう窓口

## 周辺
- 坂出市役所
- 坂出市立東部小学校

## アクセス
- JR予讃線 坂出駅から北東へ500m（徒歩約8分）
- 琴参バス 坂出市役所前停留所下車
- 瀬戸中央自動車道 坂出北ICから南東へ約2km、坂出ICから北東へ約3km
- 官庁通り沿い
- 駐車場あり：15台